# 佐怒賀正美
佐怒賀 正美（さぬか まさみ、1956年（昭和31年）- ）は、俳人。俳句結社「秋」主宰。妻は、歌人橋本喜典の長女。

## 略歴
茨城県古河市に生まれる。茨城県立古河第三高等学校を経て、東京大学文学部仏文科卒業。小学館辞典編集部に勤務し、2014年4月早期退職。
中学時代に第4回俳句研究賞受賞者である牧辰夫により俳句を知り、大学時代は東大学生俳句会、東大本郷句会に参加、山口青邨、小佐田哲男、有馬朗人の指導を受ける。1978年、石原八束主宰の「秋」に入会、師事。1990年、有馬朗人主宰の「天為」創刊に参加。二代目「秋」主宰、文挾夫佐恵にも学ぶ。「秋」副主宰を経て2006年主宰。第74回現代俳句協会賞受賞。小学館の同僚である村井康司らとともに同人誌「恒信風」にも参加。
現在「秋」主宰、「天為」特別同人。インターネット句会「椨の木句会」主宰。現代俳句協会副会長。東京都区現代俳句協会副会長、全国俳誌協会顧問、日本現代詩歌文学館評議員、 日本文藝家協会会員、日本ペンクラブ会員。専修大学客員教授。

## 句集
- 『句集 光塵』角川書店 (1996年5月) ISBN 4048715739
- 『句集 意中の湖』角川書店（1998年6月） ISBN 404871712X
- 『句集 青こだま』角川書店（2000年2月） ISBN 4048718320
- 『句集 椨(たぶ)の木』角川書店（2003年12月） ISBN 4048761935
- 『句集 悪食の獏』角川書店（2008年9月） ISBN 9784046522030
- 『句集 天樹』現代俳句協会（2012年10月）
- 『句集 無二』ふらんす堂（2018年10月）ISBN 9784781411118
- 『句集 黙劇』本阿弥書店（2024年1月）ISBN 9784776816720

## 評論
- 『らくだ日記-石原八束一日一句』（『秋』2010年7月号）